# Vantanea magdalenensis
Vantanea magdalenensis là một loài thực vật thuộc họ Humiriaceae. Đây là loài đặc hữu của Colombia.